# Hervor Corona
Hervor Corona est une corona, formation géologique en forme de couronne située sur la planète Vénus par -25,5° S et 269° E. Elle est localisée dans le quadrangle d'Helen Planitia. Elle a été nommée en référence à Hervor, déesse nordique de la fertilité.

## Géographie et géologie
Hervor Corona couvre une surface circulaire d'environ 250 km de diamètre. 